# Exèrcit d'Eritrea
L'Exèrcit d'Eritrea ha existit des de l'antiguitat. Està format per les Forces de Terra, la Marina i la Força Aèria (aquesta última inclou les Forces de Defensa Aèria).
La història militar a Eritrea es pot traçar fins a milers d'anys enrere. Durant l'edat antiga fins a l'actualitat, la societat dels eritreus ha conviscut amb la guerra i la pau. Durant el regnat de Medri Bahri, l'exèrcit va lluitar nombroses batalles contra les forces invasores dels abissinis al sud i els turcs otomans a la Mar Roja.
L'exèrcit actual es caracteritza per una cinquena part de les forces armades són nenes soldat.